# Єремієвка (Ачитський міський округ)
Єремі́євка (рос. Еремеевка) — присілок у складі Ачитського міського округу Свердловської області.
Населення — 35 осіб (2010, 63 у 2002).
Національний склад станом на 2002 рік: росіяни — 100 %.